# Meia Maratona Linha Verde
A Meia Maratona Linha Verde é uma prova de atletismo (corrida de rua) realizada anualmente em Belo Horizonte, MG.
Em 6 de abril de 2008 foi realizada a primeira edição da meia maratona, com percurso de 21 km entre a rodovia MG-010 e a Praça da Estação. Os atletas do Quênia, Kiprono Mutai e Eunice Kirwa (que também venceu a Meia Maratona de São Paulo, no mesmo ano) foram os vencedores das categorias masculino e feminino, respectivamente.
Em 2009 o vencedor foi o alagoano Damião de Souza, que já havia ganho no mesmo ano a Meia Maratona de São Paulo. O queniano Biwott Stanley Kipleting chegou em segundo e o brasileiro Franck Caldeira em terceiro. Na categoria feminino a queniana Eunice Kirwa conquistou novamente o primeiro lugar da prova.

## Vencedores

### Masculino
| Ano  | Atleta               | País   | Tempo    |
| ---- | -------------------- | ------ | -------- |
| 2008 | Kiprono Mutai        | Quênia | 01:03:17 |
| 2009 | Damião de Souza      | Brasil | 01:05:26 |
| 2010 | Mathew Kiptoo Cheboi | Quênia | 01:07:11 |

### Feminino
| Ano  | Atleta                   | País   | Tempo    |
| ---- | ------------------------ | ------ | -------- |
| 2008 | Eunice Kirwa             | Quênia | 01:15:53 |
| 2009 | Eunice Kirwa             | Quênia | 01:16:08 |
| 2010 | Roselaine de Souza Silva | Brasil | 01:21:26 |